# Djavad Khan
Djavad Khan (en azéri : Cavad xan Ziyadoğlu-Qacar ; né en 1748, à Gandja et mort en 1804, près de Gandja) est le dernier souverain du khanat de Gandja (1786—1804).

## Biographie
Djavad khan était le fils unique de la famille de Chahverdi Khan et Cheref  Djahan Beyim, en plus de trois filles - Khurchid Beyim, Tuti Beyim et Heyransa Khanum. En 1786, le règne du Khanat de Gandja passe à Djavad Khan.

## La politique de Djavad Khan
Djavad Khan  menait une politique pro-iranienne et était l'un des rares partisans du Chah persan Agha Mohammad Chah Qadjar en Transcaucasie. En 1795, Djavad Khan envoie son armée pour aider Agha Mohammad Chah, qui avance sur Tiflis. Cela provoque une forte indignation parmi les dirigeants voisins, en particulier parmi le roi Kartli-Kakheti Irakli II et le khan du Karabakh Ibrahim Khalil Khan. Ce dernier lance une campagne contre Gandja. Dans sa lettre à Irakli II, Ibrahim Khalil Khan écrit : « Gandja est notre ennemi commun... nous devons mettre un terme à cette affaire ». En 1796, l'armée du roi géorgien, avec le soutien des troupes du khan du Karabakh Ibrahim Khalil Khan et du souverain Avar Umma Khan, assiège Gandja. Le siège de Gandja échoue, mais il a coûté à Javad Khan des paiements financiers au Khan du Karabakh et le retour des soldats capturés lors de la campagne de Tiflis. En 1796, Djavad Khan autorise volontairement une garnison russe à pénétrer dans la forteresse de Gandja, mais après la mort de Catherine II, cette garnison est rappelée.

## Gandja sous le règne de Djavad khan
Le règne de Javad Khan marque un épanouissement sans précédent de Gandja. La culture, les relations commerciales et la production artisanale se développent, de nouvelles mosquées et carvansérails sont construits et les anciennes structures architecturales sont restaurées. Scientifiques, écrivains et poètes sont réunis à la cour de Djavad Khan. Le scribe de la cour du khan  Karbalai Sadikh est le père du célèbre poète azerbaïdjanais Mirza Chafi Vazeh.

## La fin du règne
La situation géopolitique importante de Gandja , la fragmentation des khanats azerbaïdjanais et la politique expansionniste intensifiée de l'Empire russe dans le Caucase, rendent de plus en plus difficile la politique indépendante de Djavad Khan. Le commandement de l’armée russe considère Gandja comme « la clé des provinces du nord de la Perse » , et la tâche principale de la Russie[[]] est de s’emparer de cette forteresse.
En 1803, à trois kilomètres de la ville dans la région de Kulu-Kobu, une bataille décisive éclate entre les troupes russes sous le commandement du général P. D. Tsitsianov et l'armée de Djavad Khan, qui se termine par la retraite des restes de l'armée de Javad Khan à Gandja. Après des propositions répétées à Javad Khan pour la reddition volontaire de la ville et un refus décisif, Tsitsianov lance un assaut sur la ville. À la suite de cet assaut, Djavad Khan et son deuxième fils Huseingulu Khan périent au combat, les guerriers survivants du khan se rendent et Gandja est prise par les troupes russes. Le Khanat de Ganja est aboli et la ville est rebaptisée Elizavetpol.
Djavad Khan est enterré dans un mausolée sur le territoire de la mosquée Djuma à Gandja.